# Theresia van Entenza
Theresia van Entenza (circa 1300 - Zaragoza, 28 oktober 1327) was van 1314 tot aan haar dood gravin van Urgell.

## Levensloop
Theresia van Entenza was een dochter van baron Gombau van Entenza uit diens huwelijk met Constance van Antillón. 
Na de dood van haar vader tussen 1304 en 1308 erfde ze de baronie Alcolea en verschillende burchten in het koninkrijk Valencia. In 1314 werd ze in het testament van haar oudoom langs moederkant, graaf Ermengol X van Urgell als zijn erfgename vermeld, op voorwaarde dat ze met prins Alfons van Aragón (1299-1336), de tweede zoon van koning Johan II van Aragón zou trouwen. Het graafschap Urgell maakte al sinds 1276 de facto deel uit van het koninkrijk Aragón, nadat koning Peter III van Aragón het met wapengeweld had ingenomen. Graaf Ermengol X wilde deze toestand legitimeren door zijn erfgename uit te huwelijken met een prins van Aragón, om zo toekomstige conflicten over het graafschap te vermijden. Op 10 november 1314 vond het huwelijk van Theresia en Alfons plaats in Lleida, waarna Alfons in naam van zijn echtgenote over Urgell regeerde.
In 1319 werd haar echtgenoot kroonprins van Aragón, nadat zijn oudere broer Jacobus afstand had gedaan van zijn rechten op de troon om monnik te kunnen worden. Op 28 oktober 1327 stierf Theresia in het kraambed, bij de bevalling van een tweeling en enkele dagen voor haar echtgenoot zijn overleden vader Jacobus II opvolgde als koning van Aragón. Ze werd bijgezet in het Franciscanenklooster van Zaragoza. Na haar dood werd het graafschap Urgell de jure toegevoegd aan het kroondomein van Aragón, waarna het in 1328 werd toegewezen aan haar tweede zoon Jacobus I.

## Nakomelingen
Theresia en haar echtgenoot Alfons kregen zeven kinderen:
- Alfons (1315-1317)
- Constance (1318-1346), huwde in 1336 met koning Jacobus III van Majorca (1315-1349)
- Peter IV (1319-1387), koning van Aragón
- Jacobus I (1321-1347), graaf van Urgell
- Frederik (1325), jong gestorven
- Isabella (1327)
- Sancho (1327)